# Boeing VC-25
O Boeing VC-25, é uma versão militar do Boeing 747, adaptado para servir de transporte do presidente dos Estados Unidos, e operado pela Força Aérea dos Estados Unidos como o Air Force One, que na verdade é o callsign de qualquer aeronave da força aérea americana que transporte o presidente. Com apenas dois modelos em serviço, sendo ambos um Boeing 747-200B altamente modificados e designados com VC-25A, com tail numbers 28000 e 29000, o avião entrou em serviço com George H. W. Bush em 1990.
Popularmente, é referido como Força Aérea Um, ainda que tecnicamente isso só se aplique quando o presidente está a bordo, aplicável também a qualquer aeronave da Força Aérea dos Estados Unidos que esteja transportando o Presidente. Quando o presidente está a bordo de uma aeronave do Exército ou do Corpo de Fuzileiros Navais, seus respectivos callsign são Army One e Marine One. Ambas as aeronaves operam em conjunto com os helicópteros Marine One, que transportam o presidente para aeroportos toda vez que a escolta por batedores é inapropriada. Duas novas aeronaves, designadas como VC-25B, têm previsão de entrega para 2024. 
O atual modelo do VC-25 é uma versão altamente modificada do Boeing 747-200B. Conta com várias medidas defensivas, blindagem e um avançado sistema de comunicação, que permite ao presidente comandar o país abordo da aeronave de forma segura. Segundo a força aérea dos Estados Unidos, o custo de voo por hora do VC-25A, em 2014, era de US$ 210,877 dólares.

## Variantes
VC-25Abaseado no Boeing 747-200B
VC-25Bbaseado no Boeing 747-8I, para substituir os VC-25As, começando em 2024.

## Operadores
Estados Unidos
- Força Aérea dos Estados Unidos
  - 89ª Ala de Transporte Aéreo, Grupamento de Transporte Aéreo Presidencial (PAG) - Base Aérea Andrews, Maryland

## Especificações (VC-25A)
Dados do Boeing BDS
Características gerais
- Tripulação: 26: 2 pilotos, engenheiro de voo, navegador,[5] e equipe de cabine
- Capacidade: 76 passageiros
- Comprimento: 70,6 m (231 ft 10 in)
- Envergadura: 59,6 m (195 ft 8 in)
- Altura: 19,3 m (63 ft 5 in)
- Peso máx. decolagem: 375 000 kg (833 000 lb)
- Peso sem combustível: 238 800 kg (526 500 lb)
- Powerplant: 4 × General Electric CF6-80C2B1 turbofans, 250 kN (56 700 lbf)

Performance
- Velocidade máxima: Mach 0,92 (1 015 km/h, 630 mph) à altitude de 35 000 ft
- Velocidade de cruzeiro: Mach 0,84 (925 km/h, 575 mph) à altitude de 35 000 ft
- Alcance: 6 800 nmi (13 000 km, 7 800 mi) sem reabastecimento
- Teto de serviço: 45 100 ft (13 700 m)

## Lista de Pilotos do Air Force One
Lt. Col. Henry T. Myers:
- Presidente Franklin D. Roosevelt: Junho de 1944 - Abril de 1945
- Presidente Harry S. Truman: Abril de 1945 - Janeiro de 1948

Col. Francis W. Williams:
- Presidente Harry S. Truman: Janeiro de 1948 - Janeiro de 1953

Col. William G. Draper:
- Presidente Dwight D. Eisenhower: Janeiro de 1953 - Janeiro de 1961

Col. James Swindal:
- Presidente John F. Kennedy: Janeiro de 1961 - Novembro de 1963
- Presidente Lyndon B. Johnson: Novembro de 1963 - Julho de 1965

Col. James V. Cross:
- Presidente Lyndon B. Johnson: Julho de 1965-Maio de 1968

Lt. Col. Paul Thornhill:
- Presidente Lyndon B. Johnson: Maio de 1968 - Janeiro de 1969

Col. Ralph D. Albertazzie:
- Presidente Richard Nixon: Janeiro de 1969 - Agosto de 1974

Col. Lester C. McClelland:
- Presidente Gerald Ford: Agosto de 1974 - Janeiro de 1977
- Presidente Jimmy Carter: Janeiro de 1977 - Abril de 1980

Col. Robert E. Ruddick:
- Presidente Jimmy Carter: Abril de 1980 - Janeiro de 1981
- Presidente Ronald Reagan: Janeiro de 1981 - Janeiro de 1989

Col. Robert D. “Danny” Barr:
- Presidente George H. W. Bush: Janeiro de 1989 - Janeiro de 1993
- Presidente Bill Clinton: Janeiro de 1993 - Janeiro de 1997

Col. Mark S. Donnelly:
- Presidente Bill Clinton: Janeiro de 1997 - Janeiro de 2001
- Presidente George W. Bush: Janeiro de 2001 - Junho de 2001

Col. Mark W. Tillman:
- Presidente George W. Bush: Junho de 2001 - Janeiro 2009

Col. Scott Turner:
- Presidente Barack Obama: Janeiro de 2009 - janeiro 2017
- Presidente Donald Trump: Janeiro de 2017 - Janeiro de 2021

## Galeria

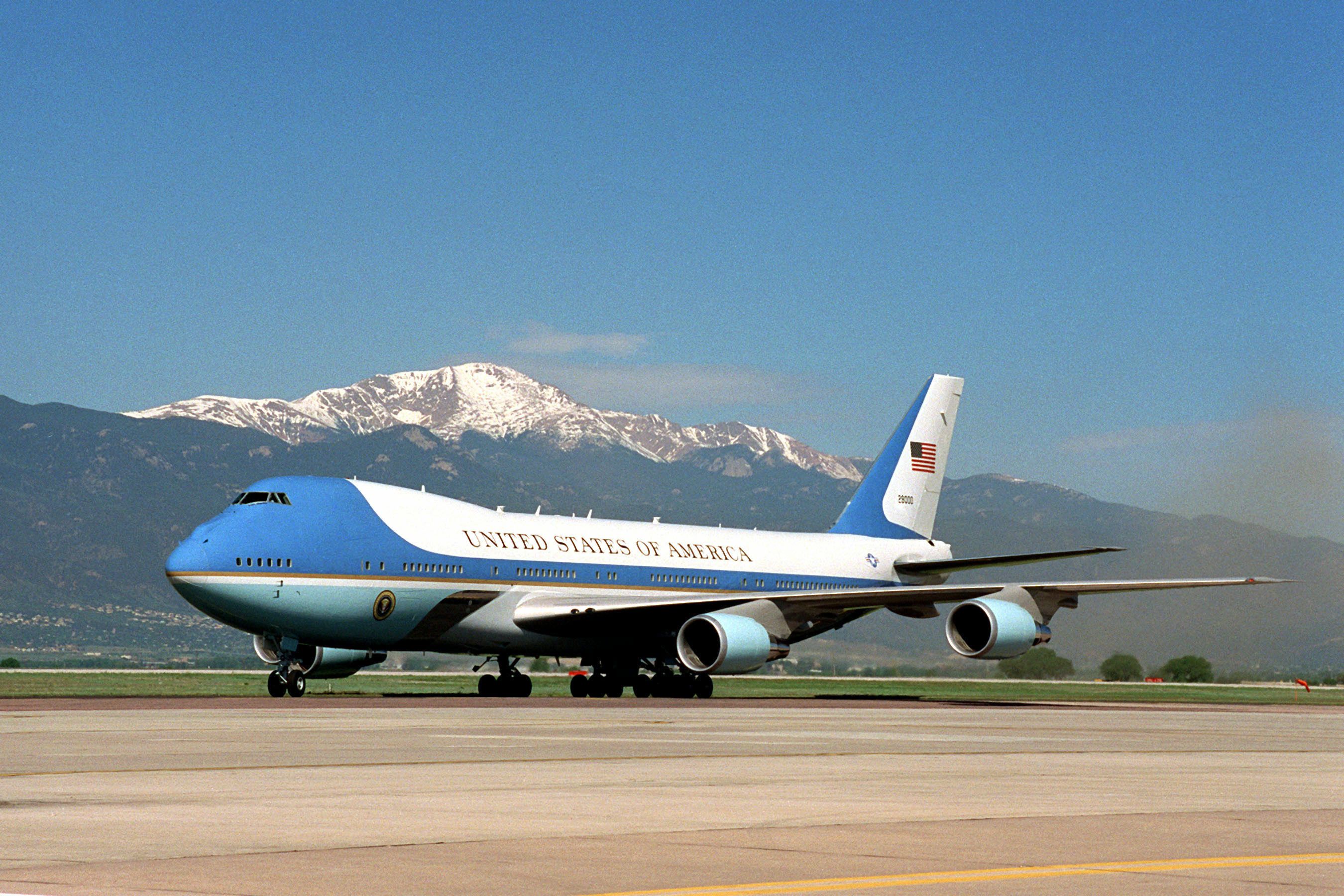
Air Force One
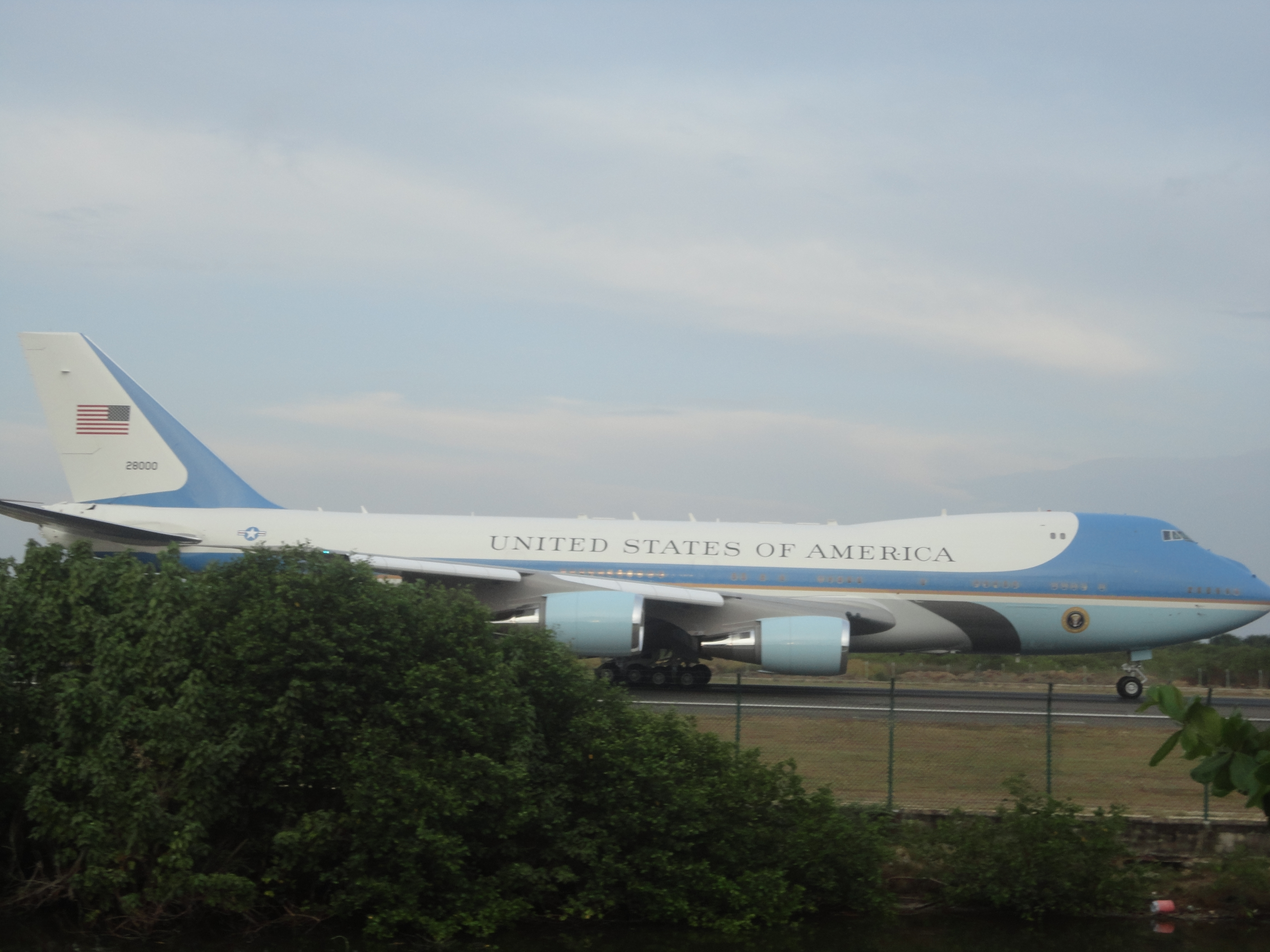
Air Force One em Cartagena, Colômbia
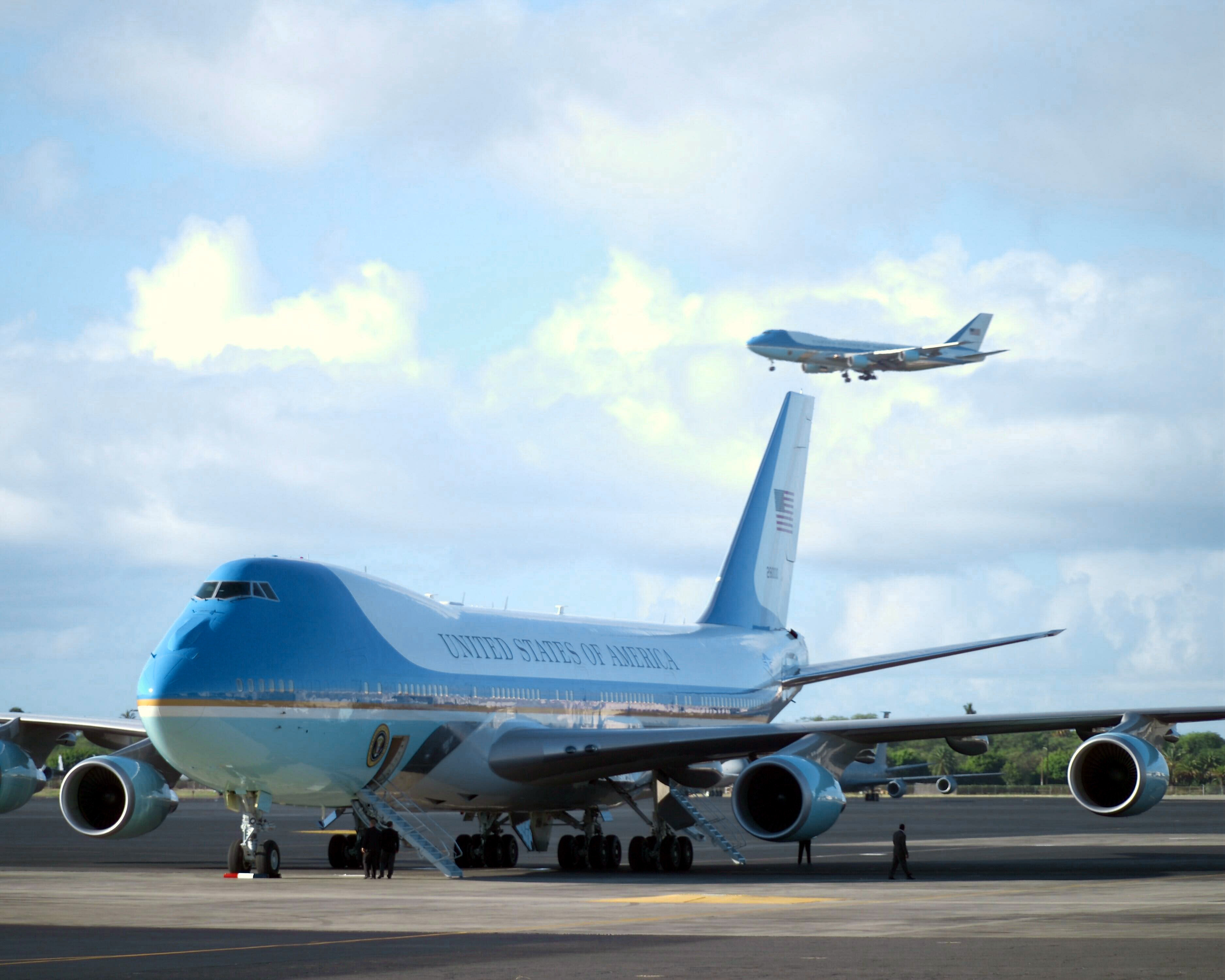
Dois VC-25 americanos.